# Świeszyno (gmina)
Pour les articles homonymes, voir Świeszyno.

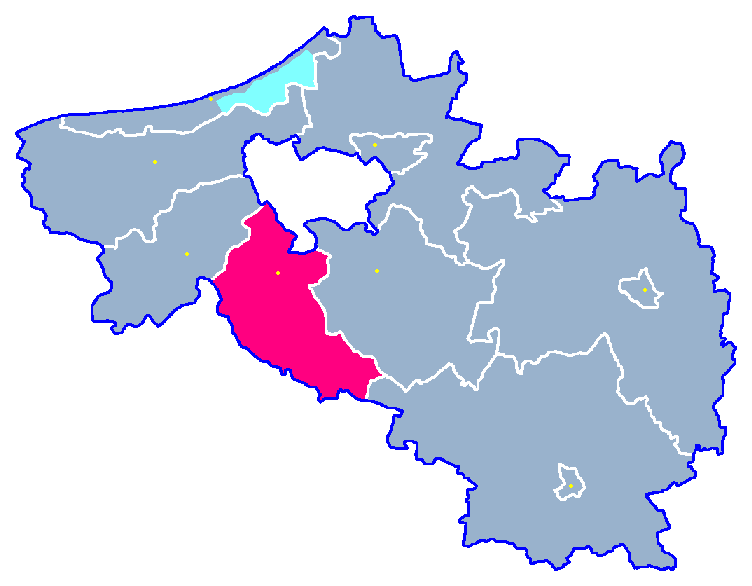
La gmina de Świeszyno.

Świeszyno est une gmina rurale du powiat de Koszalin, Poméranie-Occidentale, dans le nord-ouest de la Pologne. Son siège est le village de Świeszyno, qui se situe environ 7 km au sud de Koszalin et 131 km au nord-est de la capitale régionale Szczecin.
La gmina couvre une superficie de 132,59 km2 pour une population de 6 888 habitants en 2016.

## Géographie
La gmina inclut les villages de Bagno, Bardzlino, Biała Kępa, Brzeźniki, Chałupy, Chłopska Kępa, Czacz, Czaple, Czersk Koszaliński, Dunowo, Giezkowo, Golica, Jarzyce, Kępa Świeszyńska, Kłokęcin, Konikowo, Krokowo, Kurozwęcz, Mierzym, Niedalino, Niekłonice, Olszak, Sieranie, Strzekęcino, Świeszyno, Węgorki, Wiązogóra, Włoki, Zegrze Pomorskie et Zegrzyn.
La gmina borde la ville de Koszalin et les gminy de Białogard, Biesiekierz, Bobolice, Manowo et Tychowo.